# Hebo
Hebo – jednostka osadnicza w Stanach Zjednoczonych, w stanie Oregon, w hrabstwie Tillamook.